# Flacopimpla varelae
Flacopimpla varelae là một loài tò vò trong họ Ichneumonidae.